# 국립재생에너지연구소

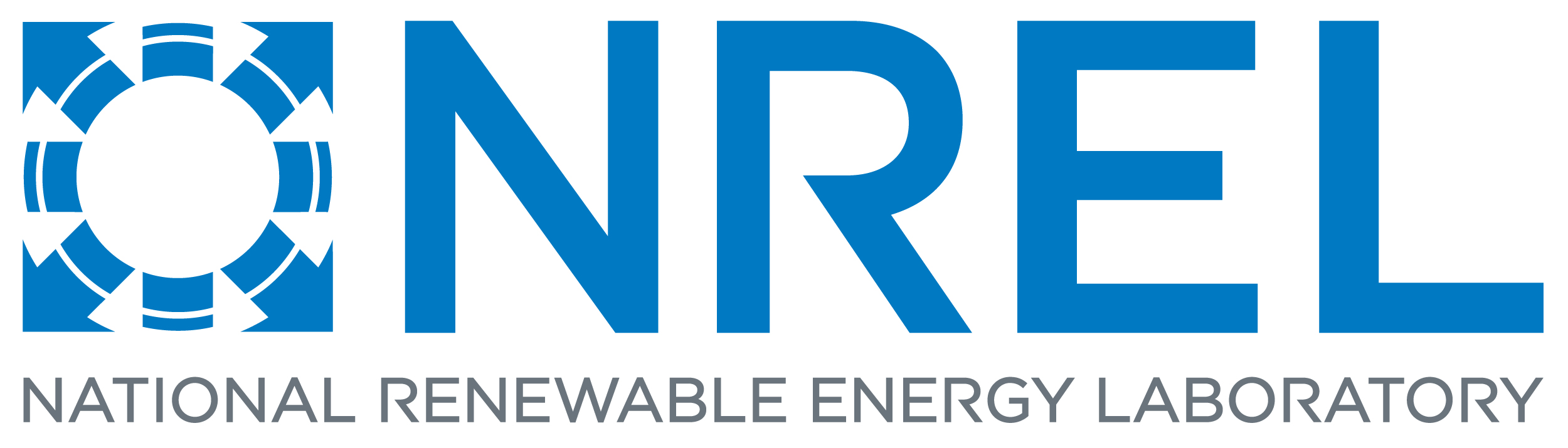
로고

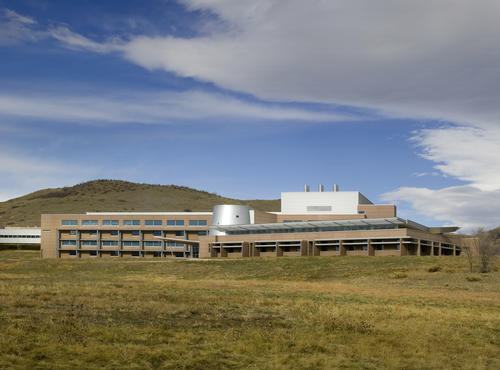

국립재생에너지연구소(National Renewable Energy Laboratory, NREL), 미국 국립재생에너지연구소, 간단히 재생에너지연구소는 재생 가능 에너지, 에너지 효율성, 에너지 시스템 통합 및 지속 가능한 운송 분야의 연구개발을 전문으로 한다. NREL은 미국 에너지부가 후원하고 MRIGlobal과 Battelle의 합작 투자인 지속 가능한 에너지 연합이 운영하는 연방 자금 지원 연구 개발 센터이다. 콜로라도주 골든 (콜로라도주)에 위치한 NREL은 국립 태양광 센터, 국립 바이오에너지 센터 및 국립 풍력 기술 센터의 본거지이다.

## 같이 보기
- 재생 가능 에너지